# Manami Konishi
Konishi Manami (小西真奈美, Manami Konishi), née le 27 octobre 1978 à Satsumasendai, est une actrice japonaise qui débute en 2000. Elle utilise aussi le nom de scène Kazue Fujiki (藤木 一恵, Fujiki Kazue).

## Filmographie sélective

### Au cinéma
- 2001 : Chloé (クロエ, Kuroe?) de Gō Rijū (ja) : Riko
- 2002 : Une lettre de la montagne (阿弥陀堂だより, Amidado dayori?) de Takashi Koizumi
- 2002 : Utsutsu (うつつ?) de Hisashi Tōma
- 2003 : Blue
- 2003 : Odoru daisousasen THE MOVIE 2
- 2005 : Jam Films S Suit
- 2005 : Inu no eiga
- 2006 : Udon
- 2006 : Tenshi no tamago
- 2006 : Rétribution (叫, Sakebi?) de Kiyoshi Kurosawa : Harue Nimura
- 2008 : Shinigami no seido
- 2009 : Nonchan noriben (のんちゃんのり弁?) d'Akira Ogata
- 2010 : Saru Lock The Movie
- 2010 : Surely Someday
- 2010 : Strangers in the City (Yukizuri no machi)
- 2010 : Partners: The Movie II (Aibou The Movie II)
- 2011 : Tokyo Park (東京公園, Tōkyō kōen?) de Shinji Aoyama
- 2011 : Looking For A True Fiancee (Yubiwa o hametai)
- 2012 : Soup (Umarekawari no monogatari)

### À la télévision
- 2000 : Fukaku mogure
- 2001 : Ao to Shiro de Mizuiro
- 2001 : Shiroi kage
- 2001 : Shin hoshi no kinka
- 2001 : Churasan
- 2001 : Antique (Fuji TV, 2001)
- 2002 : Hito ni yasashiku
- 2002 : Seikei Bijin
- 2002 : Tentai kansoku
- 2003 : An Autumn Afternoon / Sanma no aji
- 2003 : Churasan 2
- 2003 : HOTMAN
- 2003 : Boku dake no Madonna / My Madonna
- 2004 : Renai shousetsu
- 2004 : Fire Boys
- 2004 : Orange Days
- 2004 : Churasan 3
- 2005 : Waterboys 2005 Summer
- 2005 : Yonimo kimyona monogatari anata no monogatari
- 2005 : Ruri no shima
- 2005 : Water Boys Finale
- 2006 : Tenshi no hashigo
- 2006 : Children
- 2007 : Ruri's Island Special 2007: First Love
- 2007 : Akechi mitsuhide: Kami ni ai sarenakatta otoko
- 2007 : Akechi mitsuhide
- 2007 : Ruri no shima SP
- 2007 : Kirakira kenshui
- 2008 : Ashita no kita Yoshio
- 2008 : Pandora
- 2008 : Shoni kyumei
- 2009 : BOSS
- 2010 : Marks no yama
- 2011 : Sayonara bokutachi no youchien
- 2011 : Team Batista 3
- 2012 : Stepfather Step
- 2013 : Mottomo toi ginga

### Doublage
- 2004 : Steamboy (スチームボーイ, Suchīmubōi?) de Katsuhiro Ōtomo : Scarlett O'Hara (voix)

## Distinctions
Sauf indication contraire, les informations mentionnées dans cette section peuvent être confirmées par la base de données cinématographiques IMDb,  présente dans la section « Liens externes ».

### Récompenses
- 2003 : prix Kinema Junpō de la meilleure nouvelle actrice pour Chloé, Une lettre de la montagne et Utsutsu
- 2003 : prix de la meilleure nouvelle actrice pour Une lettre de la montagne à la Japan Academy Prize[1]
- 2003 : prix Blue Ribbon de la meilleure nouvelle actrice pour Une lettre de la montagne
- 2010 : prix du film Mainichi de la meilleure actrice pour Nonchan noriben
- 2010 : prix de la meilleure actrice pour Nonchan noriben au festival du film de Yokohama